# Judyta Przemyślidka (zm. 1108)
Judyta Przemyślidka (zm. 9 grudnia 1108) – królewna czeska.
Judyta była córką króla czeskiego Wratysława II i jego trzeciej żony Świętosławy Swatawy. W 1088 poślubiła Wiprechta z Grójca długoletniego sojusznika jej ojca. Wiprecht uzyskał rękę Judyty dzięki poparciu jej brata Borzywoja. Jej posag stanowił okręg Budziszyna i ziemia Nysan. Troje dzieci Judyty i Wiprechta dożyło wieku dorosłego: synowie Wiprecht Wacław i Henryk oraz córka Berta. Po śmierci Judyty jej mąż ożenił się ponownie z Kunegundą z Orlamünde.
| 4. Brzetysław I           |  |                        |  |  |                        |
|                           |  | 2. Wratysław II        |  |  |                        |
| 5. Judyta ze Schweinfurtu |  |                        |  |  |                        |
|                           |  |                        |  |  | 1. Judyta Przemyślidka |
| 6. Kazimierz I Odnowiciel |  |                        |  |  |                        |
|                           |  | 3. Świętosława Swatawa |  |  |                        |
| 7. Dobroniega Maria       |  |                        |  |  |                        |
|                           |  |                        |  |  |                        |